# Metassamia spinifrons
Metassamia spinifrons – gatunek kosarza z podrzędu Laniatores i rodziny Assamiidae.

## Występowanie
Gatunek wykazany z indyjskiego stanu Sikkim.